# Penthides rufoflavus
Penthides rufoflavus là một loài bọ cánh cứng trong họ Cerambycidae.